# Ministerio de Ambiente y Desarrollo Sostenible
El Ministerio de Ambiente y Desarrollo Sostenible (Minambiente - MMADS) es uno de los ministerios actuales del poder ejecutivo de Colombia. Su función, normas y directrices en materia de ambiente, biodiversidad, recursos marinos y recursos hídricos.

## Historia
El ministerio se creó en el año de 1993, bajo el nombre Ministerio del Medio Ambiente, por medio de la llamada Ley del medio ambiente (Ley 99/1993), reemplazando las funciones que cumplía desde 1968, el antiguo Instituto Nacional de los Recursos Naturales Renovables y del Ambiente (INDERENA). A finales de 2002, a iniciativa del primer gobierno de Álvaro Uribe, se fusionó con el Ministerio de Vivienda, tomando el nombre de Ministerio de Ambiente, Vivienda y Desarrollo Territorial.
En 2011, dentro de la primera reforma al estado del gobierno de Juan Manuel Santos, se separaron nuevamente en dos carteras las funciones de Medio Ambiente y Vivienda, momento desde el cual fue llamado Ministerio de Ambiente y Desarrollo Sostenible.

## Ministros
|  | Periodo                                             | Fotografía | Ministro (a)                     | Partido Político    | Presidente         |
|  | --------------------------------------------------- | ---------- | -------------------------------- | ------------------- | ------------------ |
|  | 6 de noviembre de 1993 – 8 de enero de 1996         |            | Manuel Rodríguez Becerra         | Independiente       | César Gaviria      |
|  | 8 de enero de 1996 – 4 de abril de 1997             |            | Cecilia López Montaño            | Partido Liberal     | Ernesto Samper     |
|  | 4 de abril de 1997 – 7 de agosto de 1998            |            | Eduardo Verano de la Rosa        | Partido Liberal     | Ernesto Samper     |
|  | 7 de agosto de 1998 – 7 de agosto de 2002           |            | Juan Mayr Maldonado              | Independiente       | Andrés Pastrana    |
|  | 7 de agosto de 2002 – 28 de octubre de 2003         |            | Cecilia Rodríguez González-Rubio | Partido Conservador | Álvaro Uribe       |
|  | 28 de octubre de 2003 – 7 de agosto de 2007         |            | Sandra Suárez                    | Primero Colombia    | Álvaro Uribe       |
|  | 7 de agosto de 2007 – 23 de mayo de 2008            |            | Juan Lozano Ramírez              | Partido de la U     | Álvaro Uribe       |
|  | 23 de mayo de 2008 – 7 de agosto de 2010            |            | Carlos Costa Posada              | Primero Colombia    | Álvaro Uribe       |
|  | 7 de agosto de 2010 – 27 de septiembre de 2011      |            | Beatriz Uribe                    | Partido Conservador | Juan Manuel Santos |
|  | 27 de septiembre de 2011 – 21 de septiembre de 2012 |            | Frank Pearl                      | Creemos País        | Juan Manuel Santos |
|  | 21 de septiembre de 2012 – 11 de septiembre de 2013 |            | Juan Gabriel Uribe               | Partido Conservador | Juan Manuel Santos |
|  | 11 de septiembre de 2013 – 11 de agosto de 2014     |            | Luz Helena Sarmiento             | Partido Conservador | Juan Manuel Santos |
|  | 11 de agosto de 2014 – 25 de abril de 2016          |            | Gabriel Vallejo                  | Partido de la U     | Juan Manuel Santos |
|  | 25 de abril de 2016 – 7 de agosto de 2018           |            | Luis Gilberto Murillo            | Colombia Renaciente | Juan Manuel Santos |
|  | 7 de agosto de 2018 – 4 de octubre de 2020          |            | Ricardo Lozano Picón             | Partido de la U     | Iván Duque         |
|  | 4 de octubre de 2020 – 7 de agosto de 2022          |            | Carlos Eduardo Correa            | Partido Conservador | Iván Duque         |
|  | 7 de agosto de 2022 - 3 de marzo de 2025            |            | Susana Muhamad                   | Colombia Humana     | Gustavo Petro      |
|  | 3 de marzo de 2025- En el cargo                     |            | Lena Estrada Añokazi             | MAIS                | Gustavo Petro      |